# Foro Triangolare
Il Foro Triangolare è un foro di epoca romana, sepolto dall'eruzione del Vesuvio del 79 e ritrovato a seguito degli scavi archeologici dell'antica Pompei; la piazza era utilizzata principalmente per le corse equestri e come luogo di svago in attesa di assistere alle rappresentazioni dei vicini teatri.

## Storia

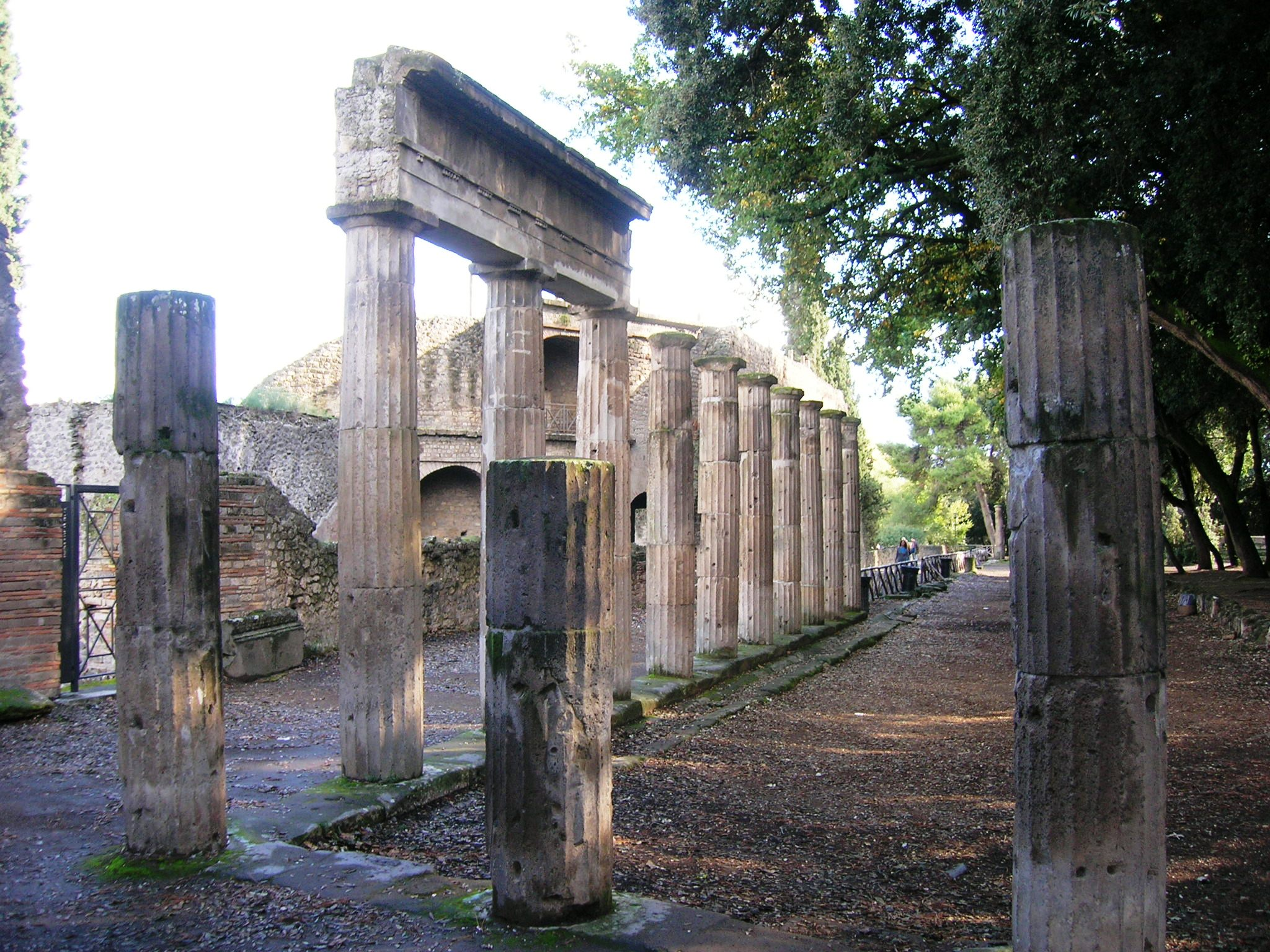
Il colonnato

Il Foro Triangolare, così chiamato per la sua forma geometrica a triangolo, fu edificato intorno al II secolo a.C., sulla parte meridionale della collina sulla quale sorgeva Pompei, a seguito della decisione di attuare una sistemazione urbana dell'intera zona dei teatri: nello stesso periodo fu anche ampliato il foro principale. Sepolto sotto una colte di lapilli e ceneri dall'eruzione del 79 del Vesuvio, fu riportato alla luce nel corso degli scavi archeologici alla fine del XVIII secolo.

## Descrizione
L'ingresso al Foro Triangolare, situato sul vertice più corto del triangolo, è preceduto da un propileo con sei colonne di tipo ionico, due semicolonne ed un architrave, tutto realizzato in tufo. L'ingresso è dato da due porte che si aprono in un muro in opera incerta: originariamente era presente una sola porta, mentre la seconda, più grande, fu aperta a seguito dei lavori di ristrutturazione dopo il terremoto di Pompei del 62. Nella zona dell'ingresso era presente una piccola fontana pubblica.
L'interno del Foro Triangolare è caratterizzato su tre lati da un colonnato, eccetto sul lato sud per non impedire la vista del panorama: le colonne erano novantacinque, in ordine dorico, sovrastate da un architrave, ma dalla forma longilinea, in quanto non dovevano sopportare il peso di un secondo ordine superiore; nella parte centrale del colonnato nord era presenta una fontana, di cui rimane solo un supporto in marmo e un piedistallo sul quale poggiava la statua di Marco Claudio Marcello, mentre lungo il lato est è un muretto che delimitava la zona dove si svolgevano probabilmente corse di cavalli o atletiche.
Nella parte sud del foro è presente il Tempio Dorico e un thòlos: questo è costruito intorno ad un pozzo sacro, con sette colonne doriche in tufo, ricoperte da un tetto conico ed edificato per volere del magistrato Numerius Trebius, come riportato sull'architrave. Nei pressi del tempio è inoltre presenta una costruzione a forma di quadrilatero, con apertura sulla struttura sacra, all'interno della quale si trova un piccolo recinto: probabilmente si trattava della tomba del fondatore di Pompei. Nell'angolo destro del foro sono posti tre altari in tufo, mentre nell'angolo nord è una meridiana voluta da Lucius Sepunius Sandilianus e Marcus Herennius Epidianus. Sulla parete est si aprivano tre piccole uscite che conducevano al Teatro Grande, all'Odeion e alla Palestra Sannitica.